# Italia ai Giochi della XIX Olimpiade
L'Italia partecipò ai Giochi della XIX Olimpiade svoltisi a Città del Messico dal 12 al 27 ottobre 1968, con una delegazione di 171 atleti.

## Medagliere

### Per discipline[2]
| Sport            | Oro | Argento | Bronzo | Totale |
| ---------------- | --- | ------- | ------ | ------ |
| Ciclismo         | 1   | 1       | 2      | 4      |
| Tuffi            | 1   | 1       | 0      | 2      |
| Canottaggio      | 1   | 0       | 1      | 2      |
| Scherma          | 0   | 1       | 1      | 2      |
| Tiro             | 0   | 1       | 0      | 1      |
| Atletica leggera | 0   | 0       | 2      | 2      |
| Vela             | 0   | 0       | 2      | 2      |
| Pugilato         | 0   | 0       | 1      | 1      |
| Totale           | 3   | 4       | 9      | 16     |

### Medaglie
| Medaglia | Atleta                                                                             | Sport            | Evento                        |
| -------- | ---------------------------------------------------------------------------------- | ---------------- | ----------------------------- |
| Oro      | Primo Baran Renzo Sambo Tim. Bruno Cipolla                                         | Canottaggio      | Due con maschile              |
| Oro      | Pierfranco Vianelli                                                                | Ciclismo         | Corsa in linea                |
| Oro      | Klaus Dibiasi                                                                      | Tuffi            | Piattaforma 10 metri maschile |
| Argento  | Giordano Turrini                                                                   | Ciclismo         | Velocità                      |
| Argento  | Wladimiro Calarese Rolando Rigoli Pierluigi Chicca Michele Maffei Cesare Salvadori | Scherma          | Sciabola a squadre maschile   |
| Argento  | Romano Garagnani                                                                   | Tiro             | Skeet                         |
| Argento  | Klaus Dibiasi                                                                      | Tuffi            | Trampolino 3 metri maschile   |
| Bronzo   | Eddy Ottoz                                                                         | Atletica leggera | 110 metri ostacoli            |
| Bronzo   | Giuseppe Gentile                                                                   | Atletica leggera | Salto triplo                  |
| Bronzo   | Tullio Baraglia Renato Bosatta Pier Angelo Conti Manzini Abramo Albini             | Canottaggio      | Quattro senza maschile        |
| Bronzo   | Giovanni Bramucci Vittorio Marcelli Mauro Simonetti Pierfranco Vianelli            | Ciclismo         | Cronometro a squadre          |
| Bronzo   | Lorenzo Bosisio, Cipriano Chemello Luigi Roncaglia, Giorgio Morbiato               | Ciclismo         | Inseguimento a squadre        |
| Bronzo   | Giorgio Bambini                                                                    | Pugilato         | Pesi massimi                  |
| Bronzo   | Gianluigi Saccaro                                                                  | Scherma          | Spada individuale maschile    |
| Bronzo   | Fabio Albarelli                                                                    | Vela             | Finn                          |
| Bronzo   | Franco Cavallo Camillo Gargano                                                     | Vela             | Star                          |

## Risultati

### Pallacanestro
| Atleta | Classifica |
| --- | ---------- |
| V · D · M Nazionale italiana - Pallacanestro ai Giochi della XIX Olimpiade 4 Recalcati · 5 Pellanera · 6 Lombardi · 7 Bovone · 8 Masini · 9 Vittori · 10 Vianello · 11 Gatti · 12 Flaborea · 13 Bufalini · 14 Cosmelli · 15 Jessi · All. Nello Paratore | 8°         |
| Nazionale italiana - Pallacanestro ai Giochi della XIX Olimpiade |            |
| 4 Recalcati · 5 Pellanera · 6 Lombardi · 7 Bovone · 8 Masini · 9 Vittori · 10 Vianello · 11 Gatti · 12 Flaborea · 13 Bufalini · 14 Cosmelli · 15 Jessi · All. Nello Paratore                                                                            |            |

### Pallanuoto
| Atleta | Classifica |                   |
| --- | --- | ----------------- |
| V · D · M Nazionale maschile italiana di pallanuoto · Giochi olimpici - Città del Messico 1968 Alberani · Barlocco · Cevasco · De Magistris · Ferrando · Ghibellini · Guerrini · Lavoratori · Lonzi · Merello · Pizzo · CT : Mario Majoni | 4° |                   |
| Nazionale maschile italiana di pallanuoto · Giochi olimpici - Città del Messico 1968 | |                   |
| Alberani · Barlocco · Cevasco · De Magistris · Ferrando · Ghibellini · Guerrini · Lavoratori · Lonzi · Merello · Pizzo · CT: Mario Majoni                                                                                                 | Alberani · Barlocco · Cevasco · De Magistris · Ferrando · Ghibellini · Guerrini · Lavoratori · Lonzi · Merello · Pizzo · CT: Mario Majoni | Italia (bandiera) |